# اکتیویتی‌پاب

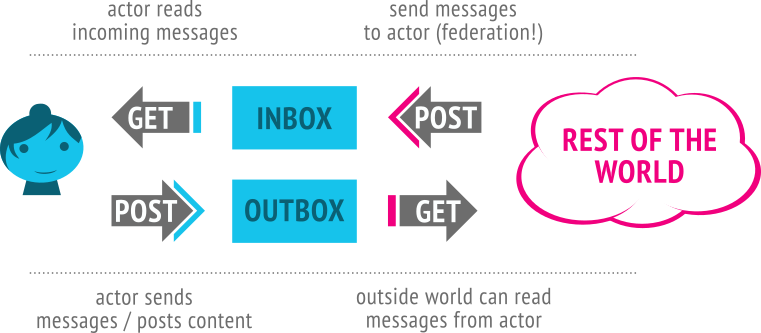
ساختار عملکرد

اکتیویتی‌پاب یک پروتکل آزاد و غیر متمرکز شبکه‌های اجتماعی بر اساس Pump.io است. این پروتکل یک رابط برنامه‌نویسی کاربردی کارخواه/کارساز برای ایجاد، به‌روزرسانی و حذف محتوا و همچنین یک رابط برنامه‌نویسی کارساز به کارساز فدرال برای تحویل اعلان‌ها و محتوا ارائه می‌دهد.

## وضعیت پروژه
اکتیویتی‌پاب یک استاندارد اینترنتی در گروه شبکه‌های اجتماعی کنسرسیوم وب جهان‌گستر (W3C) است. در مرحله اولیه، نام این پروتکل اکتیویتی‌پامپ (ActivityPump) بود، اما احساس می‌شد که اکتیویتی‌پاب (ActivityPub) بهتر می‌تواند منظور این پروتکل برای انتشار روی چند محیط را نشان دهد. این پروتکل از تجربیات حاصل از پروژه قدیمی‌تری به نام OStatus به وجود آمده‌است.
در ژانویه سال ۲۰۱۸ کنسرسیوم وب جهان‌گستر (W3C) استاندارد اکتیویتی‌پاب را به عنوان یک توصیه منتشر کرد.
شان تیلی، مدیر سابق انجمن دیاسپورا در مقاله‌ای بیان کرد که پروتکل‌های اکتیویتی‌پاب ممکن است در نهایت بتواند راهی برای فدراسیون سکوهای اینترنتی فراهم آورد.

## پیاده‌سازی‌های قابل توجه

### کارساز فدرال (کارساز به کارساز)
- ماستودون: یک نرم‌افزار شبکه اجتماعی است که در نسخه ۱٫۶ اکتیویتی‌پاب را پیاده‌سازی کرد و در ۱۰ سپتامبر ۲۰۱۷ منتشر شد. عقیده بر این بوده‌است که در قیاس با پروتکل قدیمی‌تر OStatus، اکتیویتی‌پاب راهکار امن‌تری برای پیام‌های خصوصی ارائه می‌دهد.[۴]
- Misskey: یک نرم‌افزار شبکه اجتماعی است که بر اساس اکتیویتی‌پاب کار می‌کند.
- نکست‌کلود: یک خدمت فدرال برای میزبانی پرونده.
- پیرتیوب:یک خدمت فدرال برای پخش ویدئو.[۴]
- فرندبکا: یک نرم‌افزار شبکه اجتماعی که در نسخه ۲۰۱۹٫۰۱ خود، اکتیویتی‌پاب را پیاده‌سازی کرده‌است.[۵]
- هاب‌زیلا: به کمک افزونه PubCrawl از نسخه ۲٫۸ (اکتبر ۲۰۱۷) با اکتیویتی‌پاب سازگار است.[۶] پروتکل پیش‌فرض Zot6 است.[۷]
- زپ: یک نرم‌افزار شبکه اجتماعی که اکتیویتی‌پاب و Zot6 را اجرا می‌کند.
- go-fed: در یک کتابخانه گو، اکتیویتی‌پاب کارساز به کارساز و کارساز به کارخواه را پیاده‌سازی کرده‌است.[۸]
- پیکسل‌فد: یک سکوی اشتراک‌گذاری عکس فدرال است.

### پروتکل کارخواه به کارساز

#### پیاده‌سازی سمت کارخواه
موارد زیر کارخواه‌های مشخص مبتنی بر پیاده‌سازی اکتیویتی‌پاب هستند:
- dokieli: یک ویرایشگر سمت کاربر است که از WebAnnotation و اکتیویتی‌پاب استفاده می‌کند.[۹]

#### پیاده‌سازی سمت کارساز
موارد زیر کارسازهای مشخص مبتنی بر پیاده‌سازی اکتیویتی‌پاب هستند:
- microblog.pub: بک نرم‌افزار در حال توسعه است که قابلیت میزبانی شخصی و میکروبلاگینگ تک‌کاربره برای یک کارساز ساده اکتیویتی‌پاب را دارد.[۱۰]
- distbin: یک خدمت پیست‌بین توزیع‌شده‌است که با اکتیویتی‌پاب کار می‌کند.[۱۱]
- go-fed: در یک کتابخانه گو، اکتیویتی‌پاب کارساز به کارساز و کارساز به کارخواه را پیاده‌سازی کرده‌است.[۸]